# Vall-llebrerola
Vall-llebrera es una localidad española del municipio de Artesa de Segre, perteneciente a la provincia de Lérida, en la comunidad autónoma de Cataluña.

## Historia
Hacia mediados del siglo XIX, el lugar, por entonces perteneciente a Aña, tenía contabilizada una población de 15 habitantes. Aparece descrito en el decimoquinto volumen del Diccionario geográfico-estadístico-histórico de España y sus posesiones de Ultramar de Pascual Madoz de la siguiente manera:

VALLEBREROLA: ald. en la prov. de Lérida (12 horas), part. jud. de Balaguer (8), enclavada dentro de la jurisd. del l. de Aña (V.). Consta de 5 casas inferiores, dependiendo en lo espiritual de la parr. de Vallebrera. Confina su térm. por N. y O. con la baronia de La-Bansa (1/2 leg.); E. Moutargull (1/4), y O. Vallebrera (la misma dist.); hay en él algunas fuentes, y le cruza un arroyo llamado de Vallebrera, que solo corre en tiempo de lluvias. El terreno es de secano y tenaz, con algunos montecitos poblados de arbustos, encinas y robles. caminos: vecinales: reciben la correspondencia por un peaton que va á buscarla á la adm. de Artesa de Segre. prod.: centeno, cebada, patatas, aceite y vino, y cria ganado vacuno, y caza de perdices, conejos y liebres. pobl.: 3 vec, 15 alm.
(Madoz, 1849, p. 598)

En la actualidad pertenece al municipio de Artesa de Segre. En 2022, tenía empadronados 8 habitantes.